# Outcast (serie de televisión)
Outcast es una serie de televisión estadounidense de drama y terror basada en el cómic homónimo de Robert Kirkman. Se estrenó una primera temporada de diez episodios en Cinemax en junio de 2016.
El 14 de marzo de 2016, antes de estrenarse, fue renovada por una segunda temporada. La misma se estrenó el 3 de abril de 2017 en Fox del Reino Unido. En Latinoamérica, la temporada completa se estrenó el 9 de abril a través de la App de Fox Premium.
El 3 de octubre de 2018, Cinemax confirmó que la serie estaba oficialmente cancelada.

## Sinopsis
Narra la historia de Kyle Barnes, un hombre cuyos seres queridos son víctimas de posesiones demoníacas desde su niñez. Cuando Barnes alcanza la edad adulta, intenta descubrir lo que se oculta detrás de estas manifestaciones sobrenaturales. Junto al Reverendo Anderson, Kyle buscará una explicación a estos numerosos enigmas entre los que también se encuentra una serie de peculiaridades y capacidades especiales que parece llevar consigo. Los problemas aparecen cuando se descubre que las respuestas a estos enigmas podría acarrear el fin del mundo.

## Episodios
| Temporada | Temporada | Episodios | Episodios | Emisión original                                         | Emisión original                                              |
| Temporada | Temporada | Episodios | Episodios | Primera emisión                                          | Última emisión                                                |
| --------- | --------- | --------- | --------- | -------------------------------------------------------- | ------------------------------------------------------------- |
|           | 1         | 10        | 10        | 3 de junio de 2016                                       | 12 de agosto de 2016                                          |
|           | 2         | 10        | 10        | 3 de abril de 2017 (Fox UK)20 de julio de 2018 (Cinemax) | 5 de junio de 2017 (Fox UK)28 de septiembre de 2018 (Cinemax) |

## Reparto

### Principal
| Actor            | Personaje      | Temporadas   | Temporadas   |
| Actor            | Personaje      | 1            | 2            |
| ---------------- | -------------- | ------------ | ------------ |
| Patrick Fugit    | Kyle Barnes    | Protagonista | Protagonista |
| Philip Glenister | John Anderson  | Protagonista | Protagonista |
| Wrenn Schmidt    | Megan Holter   | Protagonista | Protagonista |
| Kate Lyn Sheil   | Allison Barnes | Protagonista | Protagonista |
| Brent Spiner     | Sidney         | Protagonista | Protagonista |
| Reg E. Cathey †  | Byron Giles    | Protagonista | Protagonista |
| David Denman     | Mark Holter    | Protagonista | Invitado     |
| Madeleine McGraw | Amber Barnes   | Recurrente   | Protagonista |

### Secundario
| Actor                | Personaje           | Temporadas | Temporadas |
| Actor                | Personaje           | 1          | 2          |
| -------------------- | ------------------- | ---------- | ---------- |
| Callie Brook         | Holly Holter        | Recurrente | Recurrente |
| Melinda McGraw       | Patricia MacCready  | Recurrente | Recurrente |
| Julia Crockett       | Sarah Barnes        | Recurrente | Recurrente |
| Gabriel Bateman      | Joshua Austin       | Recurrente | Recurrente |
| C.J. Hoff            | Aaron MacCready (†) | Recurrente | Recurrente |
| Toby Huss            | Owen Boyd (†)       | Recurrente | Recurrente |
| Charmin Lee          | Rose Giles (†)      | Recurrente | Recurrente |
| Debra Christofferson | Kat Ogden (†)       | Recurrente | Invitado   |
| Pete Burris          | Lenny Ogden (†)     | Recurrente | Invitado   |
| Grace Zabriskie      | Mildred Robson (†)  | Recurrente |            |
| Willie C. Carpenter  | Norville Grant (†)  | Recurrente |            |
| Scott Porter         | Donnie Hamel        | Recurrente |            |
| Jill Jane Clements   | Florence Hall       | Recurrente |            |
| Madelyn Deutch       | Dakota              |            | Recurrente |
| Hoon Lee             | Kenneth Park        |            | Recurrente |
| M.C. Gainey          | Bob Caldwell        |            | Recurrente |
| Claire Bronson       | Evelyn Bailey (†)   |            | Recurrente |

## Producción
Cinemax adquirió en 2013 los derechos para producir una serie basada en el cómic. Se anunciaron diez episodios que se producirán con el reparto principal integrado por Patrick Fugit como Kyle Barnes, Philip Glenister como Reverendo Anderson y Gabriel Bateman como Joshua Austin. Adam Wingard fue contratado para dirigir el episodio piloto producido por Fox International Channels. Más tarde, se añadieron y se anunciaron más actores al reparto que incluyó a David Denman como Mark Holter, Melinda McGraw como Patricia MacCready, Grace Zabriskie como Mildred, Catalina Dent como Janet Anderson, Lee Tergesen como Blake Morrow y Brent Spiner como Sydney.
El 10 de agosto de 2015, la producción de la serie comenzó con 10 episodios en Carolina del Sur. La ciudad de York se transformó en la ciudad romana de West Virginia.

## Emisión
A nivel internacional, la serie se emitió en Australia a través de FX en 2016. En España se emitirá por la cadena Fox a partir del mes de junio de 2016. En Latinoamérica se estrenó el 3 de junio a través del paquete de FOX+ en simultáneo con Estados Unidos.